# Vi Trường
Huyện tự trị dân tộc Mãn, dân tộc Mông Cổ-Vi Trường (giản thể: 围场满族蒙古族自治县; phồn thể: 圍場滿族蒙古族自治縣; bính âm: Wéichǎng Mǎnzú Ménggǔzú Zìzhìxiàn, Hán Việt: Vi Trường Mã tộc Mông Cổ tộc tự trị huyện), gọi tắt là huyện Vi Trường (围场县), là một đơn vị hành chính tự trị trực thuộc địa cấp thị Thừa Đức, tỉnh Hà Bắc, Trung Quốc. Đây là đơn vị hành chính cực bắc của tỉnh Hà Bắc và có ranh giới với Nội Mông ở phía bắc. Xét về diện tích, đây là huyện lớn nhất tỉnh Hà Bắc với 9.058 kilômét vuông (3.497 dặm vuông Anh), tuy nhiên do có địa hình đồi núi cho nên dân số của huyện chỉ là 520.000 (2004). Khu vực này là quê hương của nhiều binh lính người Mãn. Hiện phương ngữ của huyện tương tự như phương ngữ Bắc Kinh.
Nhiệt độ trung bình tháng giêng của huyện là −13,2 °C (8,2 °F) và vào tháng bảy là 20,7 °C (69,3 °F), nhiệt độ trung bình năm là 5,7 °C (42,3 °F). Nhiệt độ thấp nhất từng được ghi nhận là −42,9 °C (−45 °F) vào ngày 12 tháng 1 năm 1957.

### Trấn
| - Vi Trường (围场镇) - Tây Cáp Vĩnh (四合永镇) - Khắc Lặc Câu (克勒沟镇) - Kỳ Bàn Sơn (棋盘山镇) | - Bán Tiệt Tháp (半截塔镇) - Triều Dương Địa (朝阳地镇) - Triều Dương Loan (朝阳湾镇) |

### Hương
| - Đạo Bá Tử (道坝子乡) - Long Đầu Sơn (龙头山乡) - Yêu Trạm (腰站乡) - Hoàng Thổ Khảm (黄土坎乡) - Tứ Đạo Câu (四道沟乡) - Lan Kỳ Khải Luân (兰旗卡伦乡) - Ngân Oa Câu (银窝沟乡) - Tân Địa (新地乡) - Quảng Phát Vĩnh (广发永乡) - Dục Thái Hòa (育太和乡) | - Quách Gia Loan (郭家湾乡) - Dương Gia Loan (杨家湾乡) - Đại Hoán Khởi (大唤起乡) - Cáp Lý Cáp (哈里哈乡) - Tân Bát (新拨乡) - Trương Gia Loan (张家湾乡) - Bảo Nguyên Sạn (宝元栈乡) - Sơn Loan Tử (山湾子乡) - Tam Nghĩa Vĩnh (三义永乡) - Khương Gia Điếm (姜家店乡) | - Hỏa Phòng (下伙房乡) - Yên Cách Bách (燕格柏乡) - Bài Lâu (牌楼乡) - Thành Tử (城子乡) - Lão Oa Phố (老窝铺乡) - Ngự Đạo Khẩu (御道口乡) - Thạch Trác Tử (石桌子乡) - Đại Đầu Sơn (大头山乡) - Nam Sơn Chủy (南山嘴乡) - Tây Long Đầu (西龙头乡) |